# Scopula floccularia
Scopula floccularia là một loài bướm đêm trong họ Geometridae.